# Tułowice (Opole Voivodskab)
Tułowice (udtale: [tuwɔˈvit͡sɛ])  er en by  i den centrale del af voivodskabet Opole i det sydlige Polen.  Byen  har 3.748(2021) indbyggere og et areal på 	9,23 km².  Den  er en del af powiatet (amt) Opole. Det ligger cirka 22 km sydvest for den regionale hovedstad Opole  i den historiske region Øvre Schlesien.

## Historie
I middelalderen var bebyggelsen under polsk styre, og så var den også en del af Bøhmen (Tjekkiet), Preussen og Tyskland. I det 19. århundrede var det også  på polsk,  kendt som Tyłowice.